# Meinitz
Meinitz ist ein Ortsteil der Stadt Leisnig im Landkreis Mittelsachsen. 1964 hatte der Ort 159 Einwohner. 1965 wurde er nach Leisnig eingemeindet.

## Geschichte
Das Dorf Meinitz ist sorbischen Ursprungs, erkennbar an der Tatsache, dass es noch 1564 Eggen- und Gespanndienste für das Vorwerk Tragnitz leisten musste.
1378 hatte Meinitz nichts an das castrum Leisnig zu liefern, es stand nur unter dessen Gericht. 1548 nennt das Amtserbbuch von Leisnig zu Meinitz „14 besessene Mann, darunter 4 Anspanner, davon sind 3½  Balthasar von Arras und 10½  dem Amt Leisnig lehen- und zinsbar“ mit 16 Hufen. Das Obergericht und das Erbgericht gehörten ins Amt Leisnig. Der Ort war stets nach Leisnig gepfarrt. 